# Battaglia di Helsingborg (1362)
La battaglia di Helsingborg fu combattuta l'8 luglio 1362 tra le flotte danese e anseatica durante la guerra danese-anseatica (1361-1370).

## Antefatti
Come parte delle controversie commerciali e territoriali in corso tra la Lega Anseatica, la Svezia e la Danimarca, le città anseatiche hanno fatto un accordo con la Svezia e l'Holstein per attaccare congiuntamente la Danimarca, gli obiettivi concordati sono Helsingborg e Copenaghen. Il sindaco di Lubecca, Johann Wittenborg, fu messo al comando di una forza d'attacco di circa 3.000 uomini, e di 50 piccole navi marittime, 5 delle quali erano state pagate da Magnus Eriksson, re di Svezia.
Mentre la flotta di Wittenborg navigava attraverso lo stretto Øresund in rotta verso Copenaghen, fu persuaso ad attaccare la città di Helsingborg e la sua cittadella fortificata. Sbarcò con i suoi combattenti e assediò la roccaforte per diverse settimane. Nel frattempo, Valdemar IV, re di Danimarca, riunì la sua flotta in grado di trasportare un esercito di 2.500 uomini e fece un attacco a sorpresa alla flotta anseatica.
I danesi vinsero, poiché la maggior parte dei soldati di Wittenborg era in città. Le città anseatiche persero dodici delle loro navi e molti dei loro nobili furono catturati.

## Conseguenze
Il figlio di Valdemar IV, Cristoforo, duca di Lolland fu ferito durante la battaglia. Le cronache tedesche non sono chiare su quale arma abbia inflitto la ferita mortale del principe, ma secondo la cronaca dello svedese Henrik Smith dell'inizio del XVI secolo, Christopher fu colpito da una roccia mentre combatteva in mare. Secondo la Nordisk familjebok, Christopher è stato colpito alla testa con una roccia e successivamente ha sofferto di un disturbo mentale.
Al suo ritorno a Lubecca, Wittenborg fu processato e giustiziato a causa delle sue scarse prestazioni durante la guerra. I nobili catturati furono in seguito riscattati. La guerra si concluse il 22 novembre 1365 con il trattato di pace di Vordingborg.